# Divisor de potencia
Se llama divisor de potencia a un dispositivo que reparte la potencia que recibe a su entrada entre n salidas, habitualmente de forma igualitaria entre todas estas últimas. Obviamente la potencia en los conectores de salida resulta ser una fracción de la potencia de entrada, así un divisor 1:2 entrega en sus salidas la mitad (-3 dB) de la potencia de entrada; un 1:3 entrega 1/3 (-4.8 dB), un 1:4 entrega 1/4 (-6 dB) y así sucesivamente.
Los divisores de potencia se emplean en radiofrecuencia y microondas, comunicaciones ópticas, etc, para enviar a varios dispositivos la potencia recibida por una sola puerta, manteniendo las impedancias adaptadas para tener un bajo nivel de potencia reflejada. Existen divisores especiales, asimétricos, llamados acopladores direccionales, con salidas que representan 1/10, 1/ 50 o 1/100 de la potencia de entrada, mayormente utilizados para toma de muestras de señales de gran potencia que "continúan su camino" a través de la línea de transmisión.
Dependiendo de la aplicación su realización tecnológica varía, pudiendo ser transformadores para aplicaciones de RF, circuitos microstrip para microondas y circuitos en guíaondas o en fibra óptica.